# پاغلافی

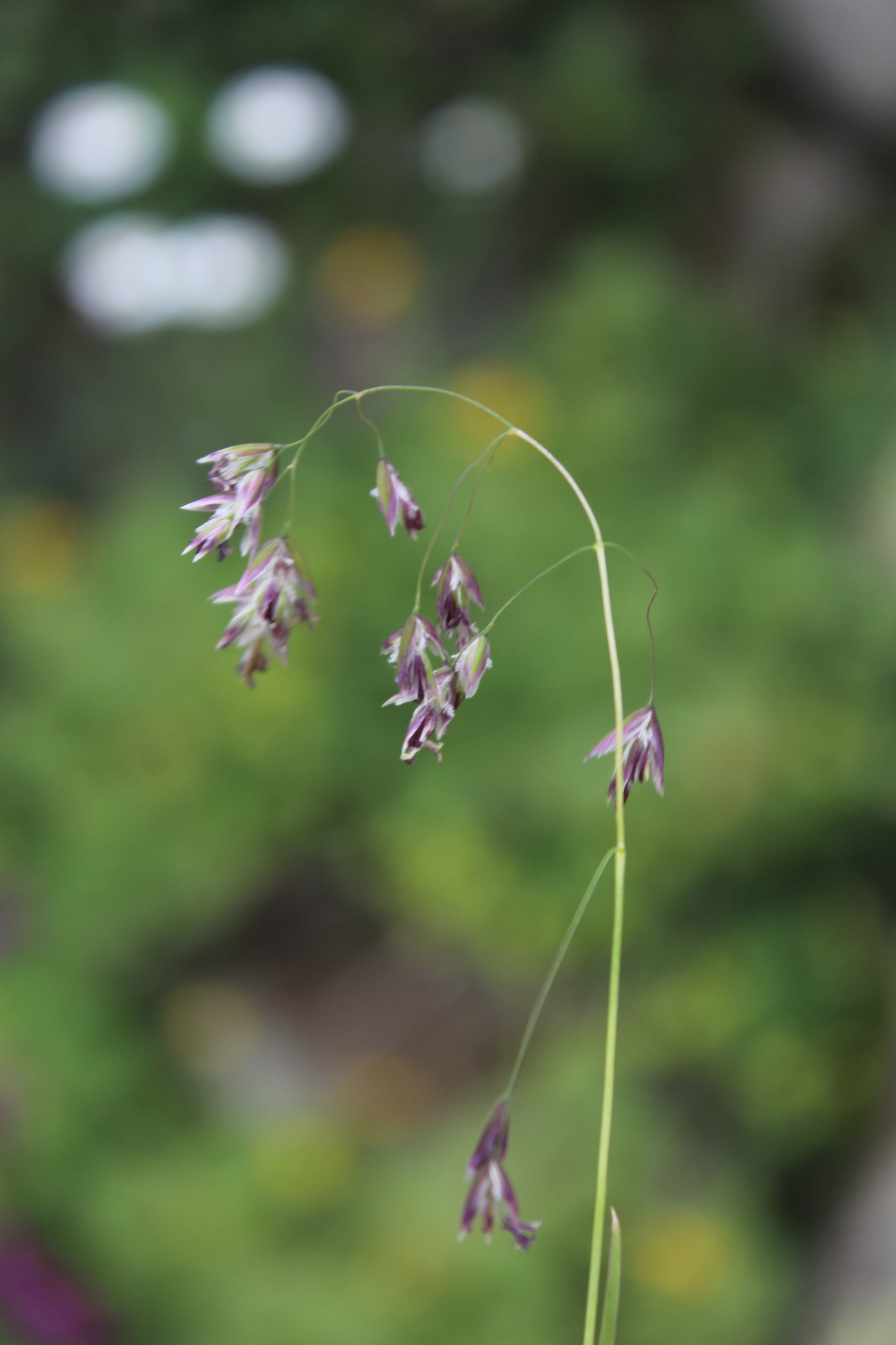
پاغلافی

پاغلافی (نام علمی: Colpodium) نام یک سرده از تیره گندمیان است.